# Klaus Bondam

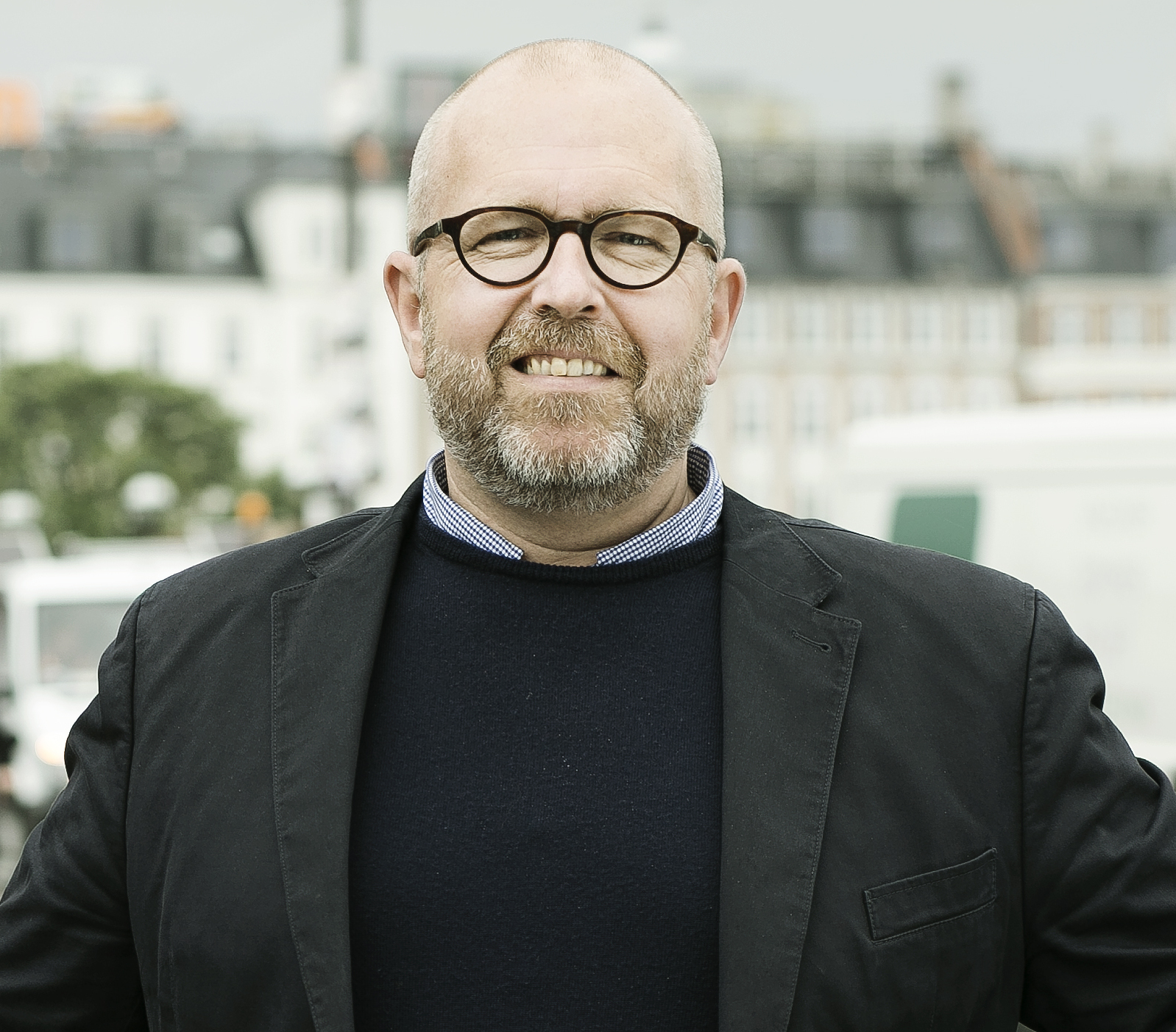
Klaus Bondam (2014)

Klaus Jesper Bondam (* 19. November 1963 in Aakirkeby, Bornholm) ist ein dänischer Schauspieler und Politiker.

## Leben und Wirken
Klaus Bondam ist der Sohn des Geologen Jan Bondam († 1999) und dessen Frau Gunnild Jarl († 2011). Sein Urgroßvater mütterlicherseits war der Kunstmaler Axel Jarl (1871–1950). Er verbrachte seine Kindheit auf der Insel Bornholm. Später zog er mit seinen Eltern und den Geschwistern nach Kopenhagen, wo er auch bis heute lebt. Seine Schullaufbahn beendete er im Jahr 1982 mit dem Abitur am Det frie Gymnasium. Danach arbeitete er zunächst sechs Jahre lang bei der Zollverwaltung.
Er absolvierte seine Schauspielausbildung von 1988 bis 1992 an der Schauspielschule des Odense Teater, wo er auch sein Bühnendebüt als Darsteller hatte. Als Bühnendarsteller wirkte er in zahlreichen Theaterstücken an verschiedenen Theaterhäusern in ganz Dänemark mit. Seit 1997 hat er als Schauspieler vor der Kamera in bislang mehr als 30 dänischen Filmen und in einigen Fernsehproduktionen mitgewirkt. Von 1996 bis 2003 war Bondam der Leiter des Gronnegards-Theater und anschließend bis 2005 der Leiter des Folketeatret. Er war zeitweise stellvertretender Vorsitzender des dänischen Schauspielverbandes. Er ist auch als Drehbuchautor tätig und als Synchronsprecher für Animationsfilme und Zeichentrickfilme aktiv.
Bondam war von 1997 bis 2013 Mitglied der Radikale Venstre, einer linksliberalen Partei. Bei einer Kommunalwahl im Jahr 2001 wurde Bondam in den Stadtrat von Kopenhagen gewählt. Nach vierjähriger Mitgliedschaft im Stadtrat ohne Geschäftsbereich war er von 2005 bis 2010 der Abteilungsleiter der Technischen Umweltverwaltung Kopenhagens. Von 2010 bis 2014 war er Abteilungsleiter für Integration in Kopenhagen und Mitglied des dänischen Wirtschaftsausschusses. Von 2010 bis 2014 war er Abteilungsleiter beim dänischen Kulturinstitut in Brüssel, das für Belgien, Luxemburg und die Niederlande zuständig ist. Im Februar 2014 kehrte er nach vier Jahren wieder nach Dänemark zurück. Von 2014 bis 2022 war er der Direktor des dänischen Radfahrerverbandes (Cyklistforbundet). Er setzt sich auch für friedens- und umweltpolitische Themen ein. Er war zwei Jahre lang Direktor der Krogerup-Højskole.
Klaus Bondam lebt offen homosexuell. Seit November 2004 lebt er mit dem Landschaftsarchitekten Jacob Kemp (* 1971) in einer eingetragenen Partnerschaft.

## Filmografie (Auswahl)
- 1997: Taxa (Fernsehserie, 1 Folge)
- 1998: Das Fest
- 1999: Der einzig Richtige
- 2000: Edderkoppen (Fernsehserie)
- 2001: Shake It All About
- 2002: Skjulte spor (Fernsehserie)
- 2003: Lykkevej
- 2004: Inkasso
- 2005: Unit One – Die Spezialisten (Fernsehserie)
- 2006: Klovn (Fernsehserie)
- 2011: Dirch
- 2012: The Spiral (Fernsehserie)
- 2022: Die Schwesternschule (Fernsehserie)